# Nosy Mangabe
Nosy Mangabe (fr. Île Marosy) – mała, bezludna wyspa Madagaskaru położona na Oceanie Indyjskim w zatoce Antongila. Leży 2 km od miasta Maroantsetra.
Wyspa w przeszłości stanowiła miejsce handlu niewolnikami. Na zachodnim brzegu zachowały się napisy z XVI wieku w języku niderlandzkim, sporządzone przez holenderskich piratów, którzy mieli tu swoją bazę. Od 1965 wyspa jest rezerwatem przyrody, który od 1997 wchodzi w skład Parku Narodowego Masoala.